# Pallavolo ai XIV Giochi del Sud-est asiatico
La pallavolo ai XIV Giochi del Sud-est asiatico si è disputata durante la XIV edizione dei Giochi del Sud-est asiatico, che si è svolta a Giacarta, in Indonesia, nel 1987.

## Podi
| Evento                         | Oro       | Argento   | Bronzo     |
| Pallavolo maschile (dettagli)  | Indonesia | Birmania  | Thailandia |
| Pallavolo femminile (dettagli) | Filippine | Indonesia | Thailandia |